# Evelyn Ankers

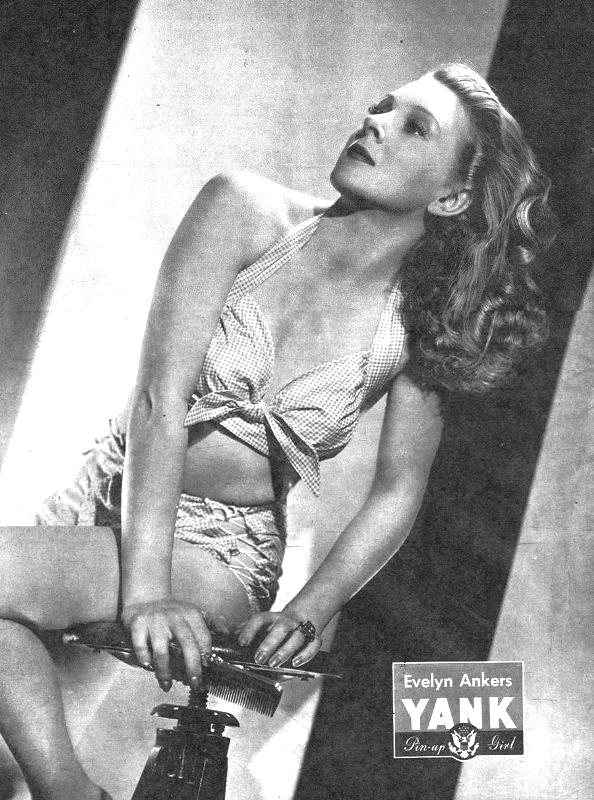
Evelyn Ankers, 1945

Evelyn Ankers (* 17. August 1918 in Valparaíso, Chile; † 29. August 1985 in Maui, Hawaii) war eine britische Schauspielerin. Sie spielte in zahlreichen Horrorfilmen mit und war bekannt als Queen of the Screamers. Ihre Rolle war in diesen Streifen stets die des schönen unschuldigen Mädchens, das von dem bösen Monster verschleppt wird.

## Leben
Ihre Kindheit verlebte Evelyn Ankers in Chile, bis ihre Eltern 1928 zurück nach England gingen. Sie sprach zu diesem Zeitpunkt nur wenig Englisch, konnte sich aber schnell anpassen. Ihre Ausbildung zur Schauspielerin erhielt sie bei der Royal Academy of Dramatic Arts. Danach trat sie in einigen britischen Filmen auf, meist in kleineren Rollen. 1940 ging sie nach Amerika. Sie arbeitete zunächst am Broadway und wurde dann für den Film angeworben, zuerst von MGM, wo sie aber in keinem Film auftrat, dann für Universal Studios. Dort drehte sie zahlreiche „B“-Horrorfilme der Universal-Horror-Serie mit bekannten Größen wie Lon Chaney junior, Basil Rathbone und Bela Lugosi, aber auch mit Abbott und Costello. Ihr bekanntester Film ist The Wolf Man (dt. Der Wolfsmensch, 1941), in dem sie zusammen Lon Chaney Junior, Bela Lugosi und Claude Rains auftrat. Er startete eine ganze Reihe von „Wolfsmensch-Filmen“. Nach 1945 verlief ihre Karriere schleppend, und ab 1950 zog sie sich immer mehr ins Privatleben zurück, hatte aber noch Auftritte in verschiedenen Fernsehserien der 50er Jahre.
Seit 1942 war sie mit dem Schauspieler Richard Denning (Hawaii Fünf-Null) verheiratet, mit dem sie auch vor der Kamera stand. Ihr erster gemeinsamer Film war Black Beauty (1946) und ihr letzter No Greater Love (1960). Das Paar hatte eine Tochter, Dee (* 1945). Evelyn Ankers starb 1985, 12 Tage nach ihrem 67. Geburtstag, an Gebärmutterkrebs.

## Filmografie (Auswahl)
- 1936: Das singende Land (Land Without Music)
- 1936: Rembrandt (Rembrandt)
- 1936: Feuer über England (Fire Over England)
- 1937: Zigeunerprinzessin (Wings of the Morning)
- 1937: Tatjana (Knight without armour)
- 1937: Bells of St. Mary’s
- 1938: Second Thoughts
- 1938: The Villiers Diamond
- 1938: Murder in the Family
- 1938: The Claydon Treasure Mystery
- 1939: Die Millionenbraut (Over the Moon)
- 1941: Bachelor Daddy
- 1941: Hit the Road
- 1941: Vorsicht Gespenster! (Hold That Ghost)
- 1941: Der Wolfsmensch (The Wolf Man)
- 1942: North to the Klondike
- 1942: Frankenstein kehrt wieder (The Ghost of Frankenstein)
- 1942: Eagle Squadron
- 1942: Pierre of the Plains
- 1942: Die Stimme des Terrors (Sherlock Holmes and the Voice of Terror)
- 1942: The Great Impersonation
- 1943: Captive Wild Woman
- 1943: Hers to Hold
- 1943: Crazy House Cameo-Auftritt
- 1943: You’re a Lucky Fellow, Mr. Smith
- 1943: Draculas Sohn (Son of Dracula)
- 1943: The Mad Ghoul
- 1943: Die Stubenfee (His Butler's Sister)
- 1944: Ladies Courageous
- 1944: Weird Woman
- 1944: Pardon My Rhythm
- 1944: Das Geheimnis des Dr. Fletcher (Jungle Woman)
- 1944: Der Unsichtbare nimmt Rache (The Invisible Man’s Revenge)
- 1944: Die Perle der Borgia (The Pearl of Death)
- 1944: Bowery to Broadway
- 1945: The Frozen Ghost
- 1945: The Fatal Witness
- 1946: The French Key
- 1946: Black Beauty
- 1946: Königin der Revue (Queen of Burlesque)
- 1947: Spoilers of the North
- 1947: Uncas, der Letzte seines Stammes (Last of the Redmen)
- 1947: The Lone Wolf in London
- 1948: Parole, Inc.
- 1949: Tarzan und das blaue Tal (Tarzan's Magic Fountain)
- 1949: Your Show Time, Episode „The Adventure of the Speckled Band“ (Fernsehfolge)
- 1950: The Texan Meets Calamity Jane
- 1952: Mr. & Mrs. North; Episode „The Nobles“ (Fernsehfolge)
- 1953: Cavalcade of America; Episode „Sam and the Whale“ (Fernsehfolge)
- 1953: General Electric Theater, Episode „The Hunted“ (Fernsehfolge)
- 1955: The Star and the Story, Episode „Dark Stranger“ (Fernsehfolge)
- 1955: Screen Directors Playhouse, Episode „The Silent Partner“ (Fernsehfolge)
- 1956: The 20th Century-Fox Hour, Episode „The Empty Room“ (Fernsehfolge)
- 1958: Cheyenne; Episode „The Gamble“ (Fernsehfolge)
- 1960: No Greater Love